# Бёкк, Ричард Морис
Ри́чард Мо́рис Бёкк (18 марта 1837, Methwold, Норфолк — 19 февраля 1902, Лондон, Канада) — канадский врач-терапевт, управляющий приютом для душевнобольных и писатель на темы психической физиологии и психологии человека. Автор специализированных статей и трёх исследований в форме книг: «Моральная природа человека» (1879), «Уолт Уитмен» (1883; поэта знал лично с 1877 года) и «Космическое сознание» (1901) — наиболее известного труда, признанного классическим у современных исследователей мистических переживаний.

## Биография
Родился в Метволде, Англия, в 1837 году; был седьмым ребёнком из десяти детей пастора Горацио Уолпола Бекка (Horatio Walpole Bucke; ум. 1856) и Клариссы Эндрюс (Clarissa Andrews; ум. 1844). Семья эмигрировала в Канаду в 1838 году и поселилась в Лондоне, Онтарио. Рос как обычный ребёнок фермера, увлёкался чтением большой библиотеки отца, где имелась книга «Следы естественной истории Творения» («Vestiges of the Natural History of Creation») Роберта Чемберса.
Пережив смерть матери (1844) и мачехи (1853), в 16 лет покинул родительский дом и отправился в США, где работал подёнщиком. Вслед за смертью отца (1856) занялся старательством. При пересечении гор Сьерра-Невады в ноябре-декабре 1857 года отморозил себе ступни, одну и часть другой пришлось ампутировать.

### Медицина
По возвращении в Канаду (1858) поступил, вместе со старшими братьями, в передовую медшколу колледжа Макгилла (Монреаль), где на протяжении четырёх лет изучал анатомию, химию, фармакологию, медицину, хирургию, акушерство и медицинское право. Практику проходил в монреальской больнице. Защитил диссертацию «Соотношение жизненных и физических сил» (1862). Продолжил обучение в больнице Университетского колледжа (University College Hospital) и больнице Королевского колледжа (King’s College Hospital; канадский Лондон). Работал совместно с проповедником гигиены Бенджамином Уордом Ричардсоном.
Обучался четыре месяца клинической работе в Париже (1863), изучая также французский язык. Смог читать теоретика позитивизма, французского философа Огюста Конта в оригинале, и проникнуться идеей, что научное изучение общества даст возможность мыслителям познать социологические принципы, столь же универсальные, что и законы биологии. И что именно медицина раскроет природу ума, а не метафизика. Бёкк также проникся идеей Конта, что с традиционной религией лучше всего совладать, если признать за человечеством его божественную роль. Эту идею Бёкк будет позже развивать в своих трудах. Французский философ разбирал также теории эволюции человека.
В том же году (1863) Бёкк вернулся в Канаду: скончался его брат Эдвард Горацио, и Ричарду достались пациенты в городе Сарния. В 1865 году открыл собственную практику и последующие 10 лет проработал терапевтом. В 1876 году, по предложению местной администрации возглавил приюта для душевнобольных в Гамильтоне. В следующем году он возглавил такой же приют в канадском Лондоне, где проработал четверть века.

### Женитьба
В сентябре 1865 года женился на Джесси Марии Гёрд (Jessie Maria Gurd), и у них было пять сыновей и три дочери.

### Уитмен
Познакомившись с творчеством Уолта Уитмена в 1867 году, он стал его поклонником. И, вдохновлённый стихами, пережил в возрасте 35 лет (1872) краткое мистическое озарение, помогшее ему определиться с собственной жизненной философией.
В 1877 году смог встреться с поэтом. И вплоть до смерти Уитмена их связывала интеллектуальная дружба, они обменивались письмами по несколько раз в неделю, Бёкк неоднократно ездил в Нью-Джерси, а Уитмен провёл почти четыре месяца со своим другом в 1880 году, когда тот взялся писать его биографию. В 1882 году Бёкк был избран членом Королевского общества Канады в секции англоязычной литературы. Книга вышла в 1883 году в Филадельфии. Когда Уитмен скончался в 1892 году, Бёкк был одним из исполнителей завещания поэта.

### Приют
Канадский лондонский приют был основан в 1870 году, и Бёкк возглавил его в 1877 году. На его попечении было 900 пациентов и комплекс зданий, который можно было принять за город. Работа Бёкка включала как административную, так и медицинскую практику. Отдавая себе отчёт, что «безумие — это неизлечимая болезнь» (его слова), применял следующие средства в своём приюте: отказ от прописывания алкоголя (1882) и позволение большинству пациентов свободно перемещаться по территории приюта. В 1877 году провёл первую серию гинекологических хирургических операций ради улучшения состояния некоторых душевнобольных, но безуспешно. В 1895 году предпринял новую серию операций, давшую положительные результаты почти в двух третях случаев.

### Исследования
Бёкк изложил свои философско-литературные рассуждения в книге «Моральная природа человека» (1879), где представил, главным образом, два утверждения:
- что люди обладают врождённым моральным чутьём, базирующимся на части вегетативной нервной системы, называемой симпатической системой. Идея уходила корнями во французскую физиологию 1820-х годов. Бёкк старался отыскать точные места определённых психических функций в схеме нервной системы, для этого он использовал ассоциативную психологию Александра Бэна или Герберта Спенсера.
- Вторым тезисом было естественное усиление этого врождённого морального чувства. Автор опирался на теорию эволюции, а также на биогенетический закон Эрнста Геккеля, утверждавший, что эволюция человеческого вида как коллектива во многом подобна взрослению ребёнка.

Книга продавалась плохо, исторически это была первая канадская монография по нейропсихиатрии.
Последующие двадцать лет Бёкк накапливал материал в виде примеров и теорий о бессознательном для будущей книги, его самого значительного произведения — «Космическое сознание: исследование эволюции человеческого разума» (1901). Автором труд рассматривался не как текст о сверхъестественном, а как исследование психофизиологии и психологии, явления которых можно изучать наподобие других природных явлений, однако была затронута религия. И снова Бёкк выражал эволюционный взгляд на человеческий разум.
Следом за британским зоологом и психологом Джорджем Джоном Роменсом, Бёкк говорит в своей книге, что у разума три этапа постепенного развития (1/ ощущение, или растительный тип; 2/ простое сознание, или животный тип; 3/ самосознание человека). От себя Бёкк добавляет четвёртую стадию эволюции разума — «космическое сознание», осознание жизни и порядка вселенной. Это высшее сознание должно сопровождаться «интеллектуальным светом» и «состоянием нравственного возвышения». Будучи редким явлением в истории предыдущих столетий, тем не менее космическое сознание нарастает эволюционно, и однажды все люди будут им наделены. Обладали таким сознанием, например, Будда, Иисус (именующий сознание Царством Небесным и Царством Божьим), Апостол Павел (называвший его Христом), Плотин, Мухаммед, Данте (именующий его Беатриче), Фрэнсис Бэкон, сам Бёкк и Уитмен, — около пятидесяти цитируемых в книге примеров. При этом Бог — это разум вместе взятого человечества.
В XX веке «Космическое сознание» переиздавалось более 20 раз, — уже после смерти автора, наступившей в результате несчастного случая в феврале 1902 года, когда залюбовавшись звёздным небом, он утратил равновесие и падая, смертельно травмировал голову.

## Труды
- 1863 — «Дневник доктора» (Diary of R. Maurice Bucke, M.D., C.M.)
- 1879 — «Моральная природа человека» (Man’s Moral Nature; Нью-Йорк и Торонто, 1879)
- 1883 — «Уолт Уитмен» («Walt Whitman»; Филадельфия, 1883)
- 1900 — «Двести оперативных вмешательств: сумасшедшие женщины» («Two hundred operative cases — insane women», American Medico-Psychological Assoc., 1900; pp. 99-105).
- 1901 — «Космическое сознание: исследование эволюции человеческого разума» («Cosmic Consciousness: A Study in the Evolution of the Human Mind», Филадельфия, 1901)

В 1977 году была опубликована переписка Ричарда Бёкка с Уитменом и его ближайщим окружением:
- «Ричард Морис Бёкк, лечащий мистик: письма доктора Бака Уолту Уитмену и его друзьям» (Richard Maurice Bucke, medical mystic : letters of Dr. Bucke to Walt Whitman and his friends, изд. Artem Lozynsky; Детройт, 1977)